# Kleine Scheuer
Die Kleine Scheuer (früher auch Kleines Haus) ist eine Höhle an der südwestlichen Kante des Rosensteins unterhalb der Burgruine Rosenstein oberhalb von Heubach im östlichen Baden-Württemberg. Eine weitere Höhle in der Nähe ist die nur rund 300 Meter östlich liegende Dreieingangshöhle.

## Beschreibung
Die Höhle liegt unter der südwestlichen Kante des mächtigen Rosensteinfelsens. Der Eingang befindet sich 135 Meter über der Talsohle und ist nach Südwesten geöffnet. Sie ist von der Ruine über Fußwege und Treppen erreichbar. Die Höhle steigt nach hinten leicht an. Sie ist deshalb im Winter warm, weil sich im Hintergrund ein Wärmestau bildet. Diesen Vorzug des günstigen Eigenklimas erhält die Höhle insbesondere durch die Gliederung des Höhleninneren. Vom annähernd rechteckigen Eingang führt eine 13 Meter lange Halle leicht ansteigend ins Innere. Am Ende der Halle riegelt eine drei Meter hohe Felsbarriere den hinteren Höhlenteil ab und bildet dort zum einen eine Klimaschwelle und zum anderen eine Sedimentfalle. Die Höhle verengt sich dort und lässt nur einen schmalen und niederen Durchgang frei. Die Höhlenbären, die sich hier durchzwängen mussten, haben mit ihrem Fell die linke Höhlenwand glattgescheuert. Hinter dieser Barriere fällt der Boden steil ab und beginnt dann wieder gegen das engere und niedrigere Höhleninnere anzusteigen.

## Geschichte
Im Sommer 1912 entdeckte H. Maier fossile Knochen in der Höhle. Eine erste Schürfung im Jahre 1916 erbrachte neben Gebissresten von Wildpferd und Höhlenbär mehrere Feuersteinwerkzeuge und das Fragment einer Knochenharpune. Robert Rudolf Schmidt unternahm zusammen mit dem Entdecker noch im selben Jahr eine einwöchige Untersuchung, bei der nach seinen Angaben die Höhle systematisch durchgraben wurde. Die Funde gelangten in das urgeschichtliche Institut der Eberhard Karls Universität Tübingen. Schwerpunkt der Ausgrabungen Schmidts waren der hintere Teil der Höhle, da durch eine natürliche Schwelle die Sedimente vor Ausspülung aus der Höhle bewahrt wurden.

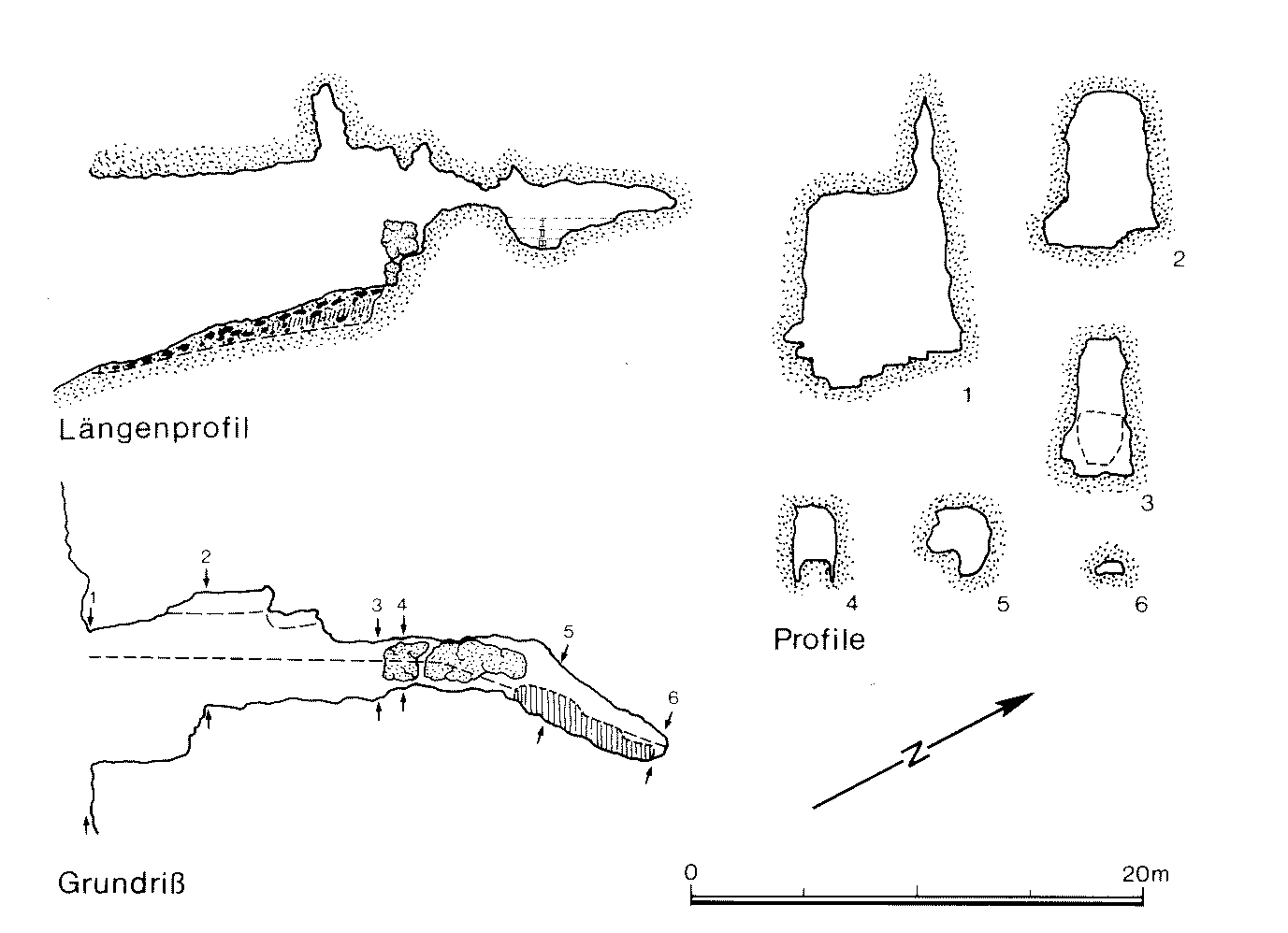
Höhlenplan der kleinen Scheuer mit Grabungsstellen

Im Jahre 1916 begann der Heubacher Arzt Franz Keller mit Nachforschungen auf dem Rosenstein. Als erstes hielt er Nachlese in der kleinen Scheuer und es gelang ihm die Bergung einiger weiterer Steinwerkzeuge. Die Funde befinden sich heute im Schloss Heubach. Keller publizierte zudem einen Bericht von Schmidt in seinem Buch „Rosensteins Urgeschichte“. Daraus lässt sich folgendes, aus heutiger Sicht jedoch leider lückenhaftes Profil ablesen:
| Schicht               | Funde |
| --------------------- | --- |
| 0,20 m Tiefe          | Lehm mit feinen Silexwerkzeugen eines vermuteten jüngeren Magdalénien. Reste von Rentier, Eisfuchs, Schneehase, Halsbandlemming und Schneehuhn.                                                    |
| 0,40 m Tiefe          | Lehm mit Klingen des Aurignacien: Zähne und Knochenreste von Rentier, Wildpferd, Höhlenbär und Höhlenhyäne                                                                                         |
| 0,40 m – 0,80 m Tiefe | Bärenschicht. Im oberen Abschnitt dieses Lehmlagers waren vorwiegend Wildpferdzähne, nach unten hin zahlreiche Knochenreste und Zähne von Höhlenbären jeglichen Alters eingelagert. ("Bärenhorst") |
| 0,80 m – 1,00 m Tiefe | Brauner, einschlussfreier Höhlenlehm, Höhensohle |

Wie viele der Höhlen auf der Schwäbischen Alb war die kleine Scheuer in der Früh-Würm-Kaltzeit, also zur Zeit der Neandertaler, ein Bärenschlupf. Der Bärenschliff – eine glattgescheuerte Stelle im Fels – an der Engstelle der Höhle ist ein weiterer Beweis hierfür.
Bei seiner Grabung hat Schmidt die Auffüllung des inneren Höhlenteils in 5 Lagen von jeweils 0,30 m abgehoben. Die Funde aus den Schichtlagen 3 und 4 gehören dem Aurignacien, diejenigen aus den Lagen 1 und 2 dem Magdalénien an. Da diese Einteilung nicht den tatsächlichen Begehungshorizonten entspricht, ist eine eindeutige Zuordnung der Artefakte nur mit Vorbehalt möglich.
Dem Aurignacien zuzurechnen sind demnach 17 Stücke mit der Schichtbezeichnung II und IV der Tübinger Sammlung, im Einzelnen: 3 Kerne, 2 Kratzer, 1 hochrückiger Kielkratzer, 1 Schrägendklinge, 5 teils kantenretuschierte Klingen, 1 Sichel/Kratzer, 1 Boher mit abgebrochener Spitze, 1 Geschossspitze aus Knochen mit Rille, 1 Basis einer Geschossspitze, doppelt abgeschrägt aus Elfenbein, 1 Elfenbeinstäbchen in 2 Teilen.
Als Leitform für das Aurignacien ist zweifelsfrei nur der große hochrückige Kielkratzer anzusprechen. Jedoch deutet der gesamte Habitus auf eine Zugehörigkeit zum älteren Jungpaläolithikum.
Der allgemein dem Magdalenien zugesprochene Bestand mit der Schichtbezeichnung I und II der Tübinger Sammlung umfasst 8 Kerne, 5 große Kratzer, 5 endretuschierte Klingen, 10 kantenretuschierte Klingen, 8 unretuscheiret Klingen, 2 gekerbte Klingen, 1 Stichel, 4 retuschierte Abschläge, 3 unretuschierte Abschläge, 5 Abschläge mit Kantenausbrüchen (Kyroretusche), 1 Lamelle, 2 Kernkanten, 3 Trümmerstücke, 4 Gerölle, davon eines mit politurartiger Oberfläche, 1 Retuscheur aus einem flachen Sandstein, 1 flache Sandsteinplatte mit Rötelspuren, 1 Knochenpfriem, 1 beidseitig abgeschrägte Geschossspitze mit Rille.